# جائزة إسبانيا الكبرى للدراجات النارية 2011
جائزة إسبانيا الكبرى للدراجات النارية 2011 هو سباق دراجات نارية أقيم بتاريخ 3 أبريل 2011 في حلبة خيريز، شريش، إسبانيا. كان الجولة الثانية من أصل 18 في سباق الجائزة الكبرى للدراجات النارية موسم 2011. فاز الإسباني خورخي لورنزو بفئة الموتو جي بي بينما جاء الإسباني داني بيدروسا في المركز الثاني وحصل على المركز الثالث الأمريكي نيكي هايدن.

## وصلات خارجية
- الموقع الرسمي